# Vicky Leandros
 (juillet 2009).
Si vous disposez d'ouvrages ou d'articles de référence ou si vous connaissez des sites web de qualité traitant du thème abordé ici, merci de compléter l'article en donnant les références utiles à sa vérifiabilité et en les liant à la section « Notes et références ».
Vicky Leandros (Βίκυ Λέανδρος), née Vassiliki Papathanasiou (Βασιλική Παπαθανασίου) le 23 août 1949 à Corfou dans les îles Ioniennes, est une chanteuse grecque ayant notamment remporté l'Eurovision 1972 pour le Luxembourg.
Elle s'est illustrée dans la musique de variétés d'expression française, allemande, anglaise, néerlandaise ou bien japonaise. Vicky Leandros est une artiste très populaire dans les pays de langue germanique, tout comme en Grèce ou à Chypre.

## Biographie
Vicky est la fille de l'artiste peintre Kyriaki Protopapa  et du chanteur, auteur, compositeur, producteur grec Leandros Papathanassiou plus connu sous le nom de Leo Leandros (alias Mario Panas). En 1958, Vicky, âgée de 9 ans, rejoint ses parents à Hambourg, où son père connaît un grand succès jusqu’à être numéro 1 des ventes en Allemagne en 1960 avec Mustafa. Vicky commence sa carrière en 1965 avec le single Messer, Gabel, Schere, Licht, qui est un succès immédiat en Allemagne et alentours. Sa première chanson en français N'y pense plus, tout est bien figure sur son premier album Songs und Folklore, paru en 1966.

### L'Amour est bleu, les débuts d'une carrière prometteuse
À la suite de sa participation au Concours Eurovision de la chanson 1967  à Vienne avec la chanson L'amour est bleu, classée numéro 1 aux États-Unis dans la version orchestrale de Paul Mauriat, Vicky offre au Luxembourg une quatrième place et entame sa carrière de manière fulgurante en Europe, dans le reste du monde et surtout au Japon et au Canada, en particulier au Québec, pays dans lesquels elle enchaîne albums et tournées. Au Japon, dans le mois qui suit sa sortie, L'amour est bleu s'écoule à plus de 500 000 exemplaires. Après un tel succès, Vicky ajoute une nouvelle langue à son répertoire et enregistre en japonais. Ses premiers titres Machi Kutabireta Nichiyobi et Watashi No Suki Chocolato pulvérisent les records de ventes. À l'appui des albums A Taste Of Vicky, Summertime forever, Ich Glaub An Dich, Vicky und ihre Hits, Ich bin qui paraissent en allemand, grec, français et japonais les succès suivent : To Mistiko Sou, Mia Fora Ki Enan Kairo, Non c'est rien, Ne tarde pas trop, Bunterluftballon, Chameni Agapi, Karussell d'Amour, Klipp und Klar, Ouvre les yeux sur le monde, Les Moulins de mon cœur, St Tropez, Gitarren bei Nacht, Mon cœur sous les drapeaux, Ne me quitte pas, Réponses, Mamy Blue, My Sweet Lord.
En 1970, Vicky enregistre Ich Bin, son premier show pour la télévision allemande où elle reçoit Julien Clerc et Deep Purple. L'émission, diffusée dans treize pays européens mais également aux États-Unis, est récompensée en 1971 par la Rose de Bronze au festival international de Montreux, année où paraît son premier album au Royaume-Uni I am.

### Après toi, la reconnaissance planétaire
Le 25 mars 1972, désignée à nouveau pour défendre les couleurs du Grand-Duché du Luxembourg au Concours Eurovision de la chanson à Édimbourg, elle remporte cette fois la victoire haut la main, devant le Royaume-Uni, l'Allemagne et les Pays-Bas, avec Après toi composé par Mario Panas et dirigé par Klaus Munro, émouvante ballade sur le thème de la rupture, qui connaît un succès phénoménal dans le monde entier en sept langues, notamment no 1 au Benelux, en Suisse ainsi qu'en France et en Norvège. Chose peu fréquente au Royaume-Uni, la version anglaise intitulée Come what may, se classera no 2 des ventes britanniques. Après deux participations au Concours Eurovision de la chanson, Vicky Leandros détient sans doute le record des ventes attaché à cette compétition, sans omettre qu'en 1972, selon les bilans de Billboard aux États-Unis, Record Mirror en Angleterre et Musikmarkt en Allemagne, elle est l'interprète qui a vendu le plus de disques à travers le monde. À la fin de l'année 1972 Vicky participe à la célébration du 50e anniversaire de la BBC et interprète Auntie avec le Français Enrico Macias, l'Allemande Hildegard Knef, le Grec Demis Roussos, la Suédoise Alice Babs et les Néerlandais Sandra & Andres, assurant le puissant vocal final du titre qui à son tour pénètre les charts à travers le monde.

### Une chanteuse gréco-allemande
Elle enchaîne ensuite les tubes, principalement en Allemagne, en Autriche, en Suisse, aux Pays-Bas, en Grèce et en Afrique du Sud. Ich hab' die Liebe geseh'n (parue en juillet 1972), sa version de O Kaimos composé par Mikis Theodorakis, qui est alors dans les geôles de la dictature des colonels grecs, reste à ce jour sa meilleure vente outre-Rhin comme aux Pays-Bas.
À ses tournées allemandes, Vicky ajoute l'Olympia à Paris, au Royal Albert Hall à Londres, un concert mythique au stade de Thessalonique (Grèce) devant 60 000 spectateurs ainsi que ses shows pour la BBC Music My Way. En 1973 Die Bouzouki klang durch die Sommernacht confirme sa popularité, tandis que les radios allemandes défendent sa version d'une chanson de Mort Shuman, Lago Maggiore im Schnee, extraite de son album Meine Freunde sind die Träume. Le Lac Majeur figure la même année mais en français sur ses albums parus en France comme en Belgique, au Japon, au Québec et au Royaume-Uni, I Limni étant la version grecque. Le réalisateur français François Reichenbach lui consacre un film documentaire en allemand Portrait Vicky Leandros, qui est diffusé par la télévision allemande.
En 1974, Vicky enregistre Theo wir fahr'n nach Lodz qui l'installe définitivement dans le paysage musical germanique, devient la chanson emblématique de sa carrière outre-Rhin, et elle accorde un nouveau show à la télévision allemande Mein Lied für Dich. Theo wir fahr'n nach Lodz connaît un succès considérable en Allemagne de l'Ouest, si bien que les autorités de l'Allemagne de l'Est finissent par interdire la chanson et Vicky, prétextant que ce titre réveille les velléités de conquête de l'Allemagne, Lodz étant une ville polonaise.

### La France et la mode disco
Cependant la carrière francophone de Vicky marque le pas, et l'album Ma Chanson Pour Toi n'est distribué qu'au Québec. En 1975, habitant désormais à Paris, Vicky renoue avec le succès en France grâce au titre J'aime la vie, et donne une trentaine de concerts à travers l'Europe. Face à la vague disco, Vicky impose en 1976 Tango d'Amour dans les charts européens, sort un album de chants de Noël Süsser Die Glocken Nie Klingen, ainsi qu'un premier album de chansons populaires allemandes Du, Du Liegst Mir Im Herzen. Vicky fait paraitre aux États-Unis deux albums Across the Water en 1975 produit par Brad Shapiro, puis Vicky Leandros en 1978 produit par Kim Fowley, année où elle connaît un grand succès en Espagne et en Amérique du Sud avec l'album Oh Mi Mama et les chansons Adios Amor, Venecia En Septiembre et Tu Me Has Hecho Sentir. Les albums VL en 1977 puis Ich bin ein Mädchen et Poso s'arapo en 1978, sont des succès et Vicky accorde un nouveau show à la télévision allemande Vicky Leandros Im Wunderland.
En 1975, Vicky a signé un fabuleux contrat avec la compagnie de disques CBS et quitté sa firme historique Philips. L'euphorie de la chanteuse se transforme peu à peu en mésentente avec CBS ; la compagnie américaine souhaite que Vicky s'installe aux États-Unis alors que Vicky désire mener sa carrière depuis l'Europe. De plus, Vicky refuse de céder à la mode disco qui assure de solides rentrées financières. Vicky va jusqu’à interpréter Uh Baby Du, chanson satirique sur le disco qui démontre qu'elle sait et peut le faire mais ne le fera pas. La brouille atteint un point de non retour en 1979, l'album Wie am allerersten Tag ne paraît pas et n'est finalement distribué par SONY qu'en 1995. CBS laisse cependant sortir en 1980 un second album de chansons populaires allemandes Vicky Leandros Singt Die Schönsten Volkslieder, dans lequel elle est accompagnée par le chœur des Westfälischen Nachtigallen.

### Un répertoire engagé
Vicky épouse l'entrepreneur grec Ivo Zissiadis et donne naissance à son fils Leandros en 1980, année où Philips distribue Love's Alive, album réalisé au profit de l'année internationale des handicapés sous l'égide des Nations unies, dans lequel on trouve des duos avec David Soul, Demis Roussos, Johnny Hallyday et Pieter van Vollenhoven (le beau-frère de la reine Beatrix des Pays-Bas) au piano. En 1981, elle publie deux albums plus rock Ich gehe neue Wege et Irta gia Sena, où l'on trouve des versions en allemand et en grec du You're no good de Linda Ronstadt et une version de You've lost that lovin' feeling.
Si Vicky continue de chanter l'amour, elle ouvre alors son répertoire à la défense des droits de l'homme et de l'environnement, et s'engage fortement dans les problèmes rencontrés par la jeunesse avec la drogue. Elle reprend la tête des charts germaniques en 1982 avec l'album et le single Verlorenes Paradies, titre écrit par Ralph Siegel et Bernd Meinunger, Verloren Zijn We Niet étant la version néerlandaise à succès. En 1983, sort l'album Vicky avec le tube Grüsse an Sarah et une interprétation de la chanson de Vangelis Papathanassiou Adler und Taube, dont la version française La colombe et l'aigle paraît en 1984. Après un passage à vide à la fin des années 1970, la carrière internationale de Vicky reprend de plus belle. Son mari Ivo Zissiadis ne l'entend pas ainsi et emmène leur fils Leandros en Grèce, refusant tout droit de visite à Vicky Leandros. L'événement, qualifié d'enlèvement en Allemagne, nécessite cependant des mois de batailles judiciaires et médiatiques en Allemagne et en Grèce, avant que Vicky ne retrouve finalement son fils qui rentre avec elle à Hambourg. Vicky Leandros et Ivo Zissiadis divorcent en 1985. Le visage marqué de la chanteuse quitte peu à peu les unes de la presse, pour apparaître souriant sur la pochette de son nouvel opus Eine Nacht in Griechenland, hommage à son pays de naissance, qui connaît un grand succès dans tout le Benelux [réf. souhaitée].
Bien que sa carrière se concentre pour l'essentiel outre-Rhin, Vicky Leandros est également connue dans les pays francophones pour sa chanson À l'est d'Éden, sortie en 1984.

### Au Québec
Au Québec toutefois, Vicky obtient un succès phénoménal pendant près de 20 ans. Elle se retrouve presque chaque année en première position du palmarès, entre 1967 et 1986, et elle aligne les tubes année après année : L'amour est bleu et Un jour mon rêve en 1967, Le temps des fleurs, Quand j'entends la pluie et C'est la première en 1968, À bord d'un Apollo, Quelque chose en moi tient mon cœur, Carrousel d'amour, L'enfant au ballon et Les moulins de mon cœur en 1969, Triste monde et Mon cœur ne chante pas en 1970, L'or et Ne me quitte pas en 1971, Après toi, Un été, Hey! Joe McKenzie et Laissez les enfants croire en 1972, Ceux que j'aime, Chante Bouzouki et L'amour brillait dans tes yeux en 1973, Théo, on va au bal en 1974, C'est la vie papa en 1975, Notre Tango d'Amour et Ce matin là en 1976, Sur la lune il n'y a pas de roses, Et je l'aime encore et Les vagabonds de la Méditerranée en 1977, Je t'aime mon amour en duo avec Demis Roussos en 1981, À l'est d'Éden en 1984, et finalement Salut bien Sarah, Ne m'oublie pas, Jesse et Tu as sept ponts à traverser en 1985. Sa compilation de grands succès, sortie en 2001, s'est d'ailleurs retrouvée en première position des ventes au Québec pendant plusieurs semaines consécutives. Le même phénomène se produit en Afrique du Sud et surtout au Japon, où la compilation de ses grands succès a été rééditée à quatre reprises depuis 1989.

### Maturité
Vicky Leandros a arrêté sa carrière sur scène entre 1986 et 1995, afin d'élever sa petite famille loin du showbiz, après avoir épousé en secondes noces le baron Enno Freiherr von Ruffin avec lequel elle a eu deux filles, Milana et Sandra. Le couple annonce sa séparation en mars 2005.
Si elle déserte la scène et les tournées, elle offre cependant quelques albums à son public, Ich bin Ich, Starkes Gefühl, Nur einen Augenblick et les défend discrètement sur les télévisions des pays germaniques. Toutefois ses albums grecs Piretos tou Erota, Prosexe et Antres triomphent et obligent Vicky Leandros à quitter souvent le manoir familial de Gut Basthorst au Schleswig-Holstein, pour se rendre en Grèce, où la totalité de ses albums parus depuis 1968 est alors rééditée en CD puis largement exportée.
Son retour en 1995, à l'appui des albums Lieben und Leben puis Gefühle, se transforme en réussite qui culmine en 1998 avec le triomphe dans les charts allemands de sa version de My Heart will go on, la chanson du film Titanic : Weil Mein Herz Dich Nie Mehr Vergisst dont elle a écrit l'adaptation. En 2000, elle obtient le prix de la meilleure interprète allemande dans la catégorie pop et en 2001, elle est consacrée meilleure interprète internationale, toujours en Allemagne.
La sortie des albums Jetzt et Now en 2000 représente un changement majeur dans la carrière de Vicky Leandros : elle en a composé la plupart des titres. Elle offre alors de nouvelles chansons en français Tout me parle de toi et Le désir d'une nuit, en espagnol Me Quedaré et en anglais Separate Tables en duo avec Chris de Burgh, Get back to love ou encore Break the silence. La plus grande partie des titres a été enregistrée dans les studios d'Abbey Road à Londres, avec Chris Cameron et Chris Porter à la production, tandis que les cordes de l'Orchestre Philharmonique de Hambourg sont enregistrées en Allemagne. En décembre 2000, son concert de Noël Weihnachten Mit Vicky Leandros, donné en l'église baroque St Michel à Hambourg, est filmé puis diffusé par les télévisions publiques allemandes et paraît en CD et en DVD, au profit de l'action Ein Herz Für Kinder.

### Début des années 2000
Avant les élections locales de 2000, le parti chrétien démocrate allemand CDU lui propose le poste de ministre de la culture du Land de Hambourg. Vicky Leandros décline la proposition. Elle poursuit en 2001 avec l'album Mit Offenen Armen, sur lequel figure deux versions d'un autre tube écrit par son père Leo Leandros en 1972 : Good-bye My Love Good-Bye créé à l'époque par Demis Roussos, sans oublier ses propres compositions. Après les attentats du 11 septembre 2001, elle reporte à mars 2002 sa nouvelle tournée prévue en novembre 2001, puis se produit pour la première fois à Chypre, où elle donne deux concerts avant de retrouver Londres et le Royal Festival Hall en novembre 2002.
En 2003, elle fait paraître en grec et en allemand Vicky Leandros singt Mikis Theodorakis et Tragouthi alliotiko. Le célèbre compositeur grec Mikis Theodorakis dira ensuite que Vicky Leandros, par son travail et son interprétation, est l'une des deux ou trois meilleures interprètes de son œuvre. Dans le même temps, le gouvernement grec l'honore en lui remettant le prix Xenos-Zeus, pour sa promotion de la culture et de la musique grecque. Au fil des années, outre les chansons de Leo Leandros, Vicky a défendu à travers le monde les compositions de Mikis Theodorakis, Stavros Xarchakos, Mimis Plessas, Georges Katzaros, sans oublier Manos Hadjidakis dont le O Kir Andonis est devenu un classique de la musique grecque en Allemagne, grâce à l'interprétation de Vicky. Le 3 octobre 2003, la télévision publique allemande ARD diffuse son nouveau show Vicky Leandros-Meine Griechische Heimat, qui sort ensuite en DVD. Toujours en octobre 2003, Vicky se produit à l'Odéon d'Hérode Atticus, aux pieds de l'Acropole à Athènes, avec 300 choristes et un orchestre philharmonique de 70 musiciens pour interpréter le poème symphonique de Georgios Voukanos Paidon Oramata, dont un extrait live Zitite Agapi figure sur le double CD Vicky Leandros singt Mikis Theodorakis-Olympia Edition paru en 2004. La même année, elle reçoit l'ordre de St Marco, la plus haute distinction jamais accordée à une femme par l'église orthodoxe grecque, qui la remercie pour son engagement en faveur des enfants d'Afrique. Quelques jours avant l'ouverture des Jeux Olympiques d'Athènes en 2004, elle présente un show qui est diffusé en direct par les télévisions grecques et allemandes, puis elle chante l'hymne national grec lors de l'ouverture des Jeux Paralympiques à Athènes.

### Jubilé: de l'Allemagne à la Grèce
En 2005, alors que sa vie privée occupe la une de la presse grecque et allemande, Vicky organise la célébration de son jubilé artistique et s'enferme en studio. En octobre 2005 parait le double CD Ich bin wie Ich bin, dans lequel Vicky interprète avec de nouvelles orchestrations ses plus grands succès, sans oublier deux nouveaux titres qu'elle a écrit Fremd in einer grossen Stadt et S.C.H.E.I.D.U.N.G., émouvantes chansons autobiographiques.
Le 9 mars 2006, Vicky Leandros participe à la sélection nationale allemande pour le Concours Eurovision de la chanson, avec un titre composé par elle-même Don't break my heart. Elle termine à la troisième place après une suite d'incidents techniques.
En février, mars et avril 2006, elle célèbre sur scène et à guichets fermés à travers l'Allemagne, mais également en Suisse et en Autriche, ses 40 ans de carrière et ses 30 ans de scène. Au printemps 2006, la CDU lui propose à nouveau d'occuper, en cas de victoire électorale, le poste de ministre de la culture, cette fois-ci dans le Land de Berlin. Vicky décline à nouveau l'offre.
Le 15 octobre 2006, la baronne Vassiliki von Ruffin (Vicky Leandros) est élue conseillère municipale de la ville du Pirée en Grèce, comme candidate indépendante sur la liste gagnante du parti socialiste grec PASOK. Début novembre 2006, Universal publie en DVD la capture de la première de sa tournée filmée le 18 février à Hambourg.
Elle enchaîne ensuite avec une vingtaine de concerts acoustiques dans l'esprit de Noël à travers l'Allemagne. Les 8, 9 et 10 décembre 2006, elle donne trois concerts aux Pays-Bas, dont l'un est diffusé par la télévision néerlandaise le 25 décembre.
Le 1er janvier 2007, elle devient adjoint au maire du Pirée, chargée de la culture et du développement international de la ville portuaire grecque. Malgré ses nouvelles activités politiques et sa volonté exprimée de transformer Le Pirée, Vicky reprend à travers l'Allemagne, en février, mars et avril 2007, sa tournée à succès de l'année précédente.
Ayant renoncé à ses activités politiques en Grèce, Vicky Leandros présente le 13 mars 2009 son nouvel album très attendu en Allemagne Möge der Himmel produit par Xavier Naidoo. Dès sa sortie le disque prend la 26e place des charts allemands[réf. nécessaire].
En 2011, elle collabore avec le groupe allemand Scooter sur un titre de leur nouvel album The Big Mash Up intitulé C'est bleu.

## Décorations
- Commandeur de l'ordre de Mérite du grand-duché de Luxembourg (14 février 2011)[1].

## Discographie

### Album
| Date           | Album title                               | Langue                                  |
| -------------- | ----------------------------------------- | --------------------------------------- |
| Octobre 1966   | Songs und Folklore                        | Allemand/Anglais/Français/Grec          |
| Juillet 1967   | A Taste of...Vicky                        | Allemand/Français/Anglais/Grec          |
| Octobre 1967   | A Taste of Vicky International            | Anglais/Français/Grec                   |
| Octobre 1967   | L'amour est bleu                          | Français                                |
| Octobre 1967   | Love is Blue                              | Anglais                                 |
| Juillet 1968   | A Taste of Vicky (First US release)       | Anglais/Français                        |
| Août 1968      | Summertime Forever                        | Allemand/Français/Anglais               |
| Août 1968      | Vicky (To Mystiko Sou)                    | Grec/Français/Anglais                   |
| Décembre 1968  | Le Temps Des Fleurs                       | Français                                |
| Août 1969      | Ich Glaub' An Dich                        | Allemand                                |
| Octobre 1969   | I Mikri Mas Istoria                       | Grec                                    |
| Octobre 1969   | Zoom Sur Vicky                            | Français                                |
| Septembre 1970 | Vicky (Je Suis)                           | Français/Grec                           |
| Janvier 1971   | Ich Bin                                   | Allemand/Français/Grec                  |
| Février 1971   | Vicky (Pes Mou Pos Boreis)                | Grec/Français                           |
| Mars 1971      | I Am (First UK release)                   | Anglais                                 |
| Avril 1972     | Vicky Leandros                            | Allemand/Anglais                        |
| Mai 1972       | Apres Toi                                 | Français                                |
| Mai 1972       | Mono Esy                                  | Grec/Français/Anglais                   |
| Mai 1972       | Vicky Leandros                            | Anglais/Français                        |
| Mai 1973       | Meine Freunde Sind Die Traume             | Allemand                                |
| Août 1973      | Itan Mia Vrathia                          | Grec/Anglais                            |
| Septembre 1973 | Dreams Are Good Friends                   | Anglais/Français/Grec                   |
| Septembre 1973 | Ceux Que J'aime                           | Français/Grec                           |
| Juillet 1974   | Mein Lied Fur Dich                        | Allemand/Anglais/Grec                   |
| Août 1974      | My Song for You                           | Anglais/Grec                            |
| Octobre 1974   | Ma Chanson Pour Toi                       | Français/Anglais/Grec                   |
| Décembre 1974  | Your World - My World                     | Anglais/Grec                            |
| Août 1975      | Ich Liebe Das Leben                       | Allemand/Anglais                        |
| Septembre 1975 | Across the Water                          | Anglais                                 |
| Septembre 1975 | J'aime La Vie                             | Français                                |
| Janvier 1976   | I Zoi Einai Oraia                         | Grec/Français                           |
| Février 1977   | V.L.                                      | Allemand/Anglais                        |
| Avril 1977     | V.L.                                      | Grec/Anglais                            |
| Avril 1977     | Vicky Leandros                            | Français/Anglais                        |
| Septembre 1977 | Omorfa Xronia                             | Grec/Anglais                            |
| Octobre 1977   | Du Du Liegst Mir Im Herzen                | Allemand                                |
| Octobre 1977   | Suesser Die Glocken Nie Klingen           | Allemand                                |
| Février 1978   | Vicky Leandros (Recorded in USA)          | Anglais                                 |
| Mars 1978      | Ich Bin ein Mädchen                       | Allemand/Anglais                        |
| Avril 1978     | Poso S'agapo                              | Grec/Français/Anglais                   |
| Octobre 1978   | Oh Mi Mama                                | Espagnol/Anglais/Grec/Allemand          |
| Octobre 1980   | Singt die schönsten Deutschen Volkslieder | Allemand                                |
| Avril 1981     | Ich Gehe Neue Wege                        | Allemand/Anglais                        |
| Octobre 1981   | Love is Alive                             | Anglais                                 |
| Janvier 1982   | Irtha Gia Sena                            | Grec/Anglais                            |
| Octobre 1982   | Verlorenes Paradies                       | Allemand                                |
| Octobre 1983   | Vicky                                     | Allemand                                |
| Mai 1984       | Vicky                                     | Français                                |
| Octobre 1985   | Eine Nacht in Griechenland                | Allemand/Grec                           |
| Février 1988   | Ich Bin Ich                               | Allemand                                |
| Octobre 1989   | Pyretos Tou Erota                         | Grec                                    |
| Septembre 1990 | Starkes Gefuehl                           | Allemand/Français                       |
| Septembre 1991 | Nur Einen Augenblick                      | Allemand                                |
| Novembre 1991  | Prósexe!                                  | Grec                                    |
| Février 1993   | Andres                                    | Grec                                    |
| Octobre 1995   | Lieben Und Leben                          | Allemand/Anglais                        |
| Avril 1997     | Gefuehle                                  | Allemand                                |
| Août 1998      | Weil Mein Herz Dich Nie Mehr Vergisst     | Allemand                                |
| Février 2000   | Jetzt!                                    | Allemand/Anglais                        |
| Mai 2001       | Now!                                      | Grec/Français/Anglais/Allemand          |
| Octobre 2001   | Mit Offenen Armen                         | Allemand/Grec/Anglais                   |
| Novembre 2002  | Weihnachten mit Vicky Leandros (CD&DVD)   | Allemand/Grec/Français/Anglais/Espagnol |
| Septembre 2003 | ...Singt Mikis Theodorakis                | Allemand/Grec                           |
| Décembre 2003  | Tragouthi Alliotiko                       | Grec/Anglais                            |
| Mars 2006      | Ich Bin Wie Ich Bin                       | Allemand/Français/Anglais               |
| Mars 2009      | Möge der Himmel                           | Allemand/Anglais/Français               |
| Septembre 2010 | Zeitlos                                   | Allemand                                |
| Octobre 2015   | Ich weiss, dass ich nichts weiss          | Allemand                                |

### Singles
- 1972 : Après toi
- 1975 : J'aime la vie
- 1983 : Ver van het leven
- 1984 : À l'est d'Éden
- 1984 : El Paraiso